# Culture Clovis
Pour les articles homonymes, voir Culture et Clovis.

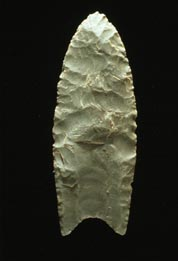
Pointe Clovis

La culture Clovis, ou culture Llano, est une culture archéologique paléoindienne qui s'est développée sur le continent nord-américain tout à la fin du Pléistocène supérieur, au cours du Tardiglaciaire, vers 13500 AP. Elle se caractérise par la fabrication des pointes Clovis et d'autres outils spécifiques en pierre ou en os. Son nom provient de la ville de Clovis, au Nouveau-Mexique, où ont été trouvés en 1929 les premiers artéfacts de cette culture. La culture Clovis n'est pas la première culture archéologique des Amériques, contrairement à ce qui a été affirmé jusqu'à la fin du XXe siècle, puisque de nombreux sites archéologiques mis au jour au cours des dernières décennies[Depuis quand ?] sont datés d'époques antérieures, et ce sur l'ensemble du continent.

## Premier peuplement

Carte de l'Amérique montrant des sites antérieurs à la culture Clovis

Les porteurs de la culture Clovis descendent de populations arrivées du nord-est de la Sibérie par le détroit de Béring il y a environ 24 000 ans. Ce dernier a offert un passage à pied sec entre Sibérie et Alaska pendant plusieurs dizaines de milliers d'années, durant la dernière période glaciaire, jusqu'au réchauffement climatique du début de l'Holocène, qui coupa le pont terrestre. Les eaux des océans, en partie figées sous forme de calottes glaciaires recouvrant les continents, étaient en effet à cette époque plus basses d'une centaine de mètres par rapport à leur niveau actuel, ce qui exondait de nombreuses régions aujourd'hui submergées, telles que la Béringie.
La culture Clovis a longtemps été considérée comme la plus ancienne du continent américain. La découverte de nombreux sites archéologiques plus anciens a périmé ce point de vue. Le site de Debra L. Friedkin, au Texas, a par exemple livré une industrie lithique datée de 15 500 ans.

## Description
La culture Clovis apparaît vers 13 500 ans avant le présent, pendant la phase climatique moins froide de l'Alleröd. Elle est notamment caractérisée par la pointe Clovis, qui est une pointe de taille moyenne, étroite, cannelée et lancéolée, avec une base concave. Certaines pointes Clovis montrent un léger étranglement à la base des bords de lame, tandis que d'autres ont des bords de lame entièrement droits.

## Génétique
Le seul fossile humain trouvé à ce jour en association avec des outils de la culture Clovis, dénommé Anzick-1 (en), mis au jour dans le Montana, aux États-Unis, a livré un génome entièrement amérindien, caractéristique de populations originaires de la Sibérie du Nord-Est.
Les études génétiques des fossiles humains de la fin du Pléistocène supérieur et du début de l'Holocène trouvés à ce jour sur le continent américain montrent l'existence de deux branches paléoindiennes, dont la divergence daterait d'environ 16 000 ans : l'une présente au Canada, minoritaire, et l'autre présente des États-Unis à la Terre de Feu, représentant plus de 80 % du peuplement autochtone des Amériques et à laquelle appartient Anzick-1,.

## Postérité de la culture Clovis
À la culture Clovis largement répandue en Amérique du Nord succèdent plusieurs faciès régionaux à partir de la période plus froide du Dryas récent, notamment les faciès Folsom, Gainey, Suwannee-Simpson, Plainview-Goshen, Cumberland, et Redstone, qui paraissent en être directement issus, avec des évolutions parfois mineures comme la longueur de la cannelure sur les pointes de projectiles. Bien que cela soit généralement considéré comme le résultat d'une évolution culturelle normale, certains chercheurs ont invoqué le dernier épisode glaciaire du Dryas pour expliquer l'évolution constatée dans les sites archéologiques.